# オーブラスチ
オーブラスチは、ロシア連邦をはじめとするスラヴ系諸国に設置されている地方行政区分の呼称の1つ。日本語では「州」と訳されることが多い。
現在では、ロシア連邦、ウクライナ、ベラルーシ等の旧ソ連諸国や、ブルガリア等の国で地方行政区分の呼称として用いられている。

## ソ連諸国の州
ソ連諸国に設置されている州（ロシア語: о́бласть）は、ロシア帝国に設置された行政区分に由来する。19世紀後半のロシア帝国では、ヨーロッパ・ロシア等の内地に県（グベールニヤ）が設置される一方、辺境地域には総督府（ゲネラール・グベルナートルストヴォ）が設置され、その管轄下に州が設置された。
ロシア革命後、地方行政区分の再編が行われ、1929年までに、帝政期の県や州は、新設の共和国（республика）、州、管区（округ）等に再編された。ソビエト連邦では、各連邦共和国の管轄下に州が設置され、州の配下には、地区（район）または州構成市（город областного подчинения）が設置された。ロシア・ソビエト社会主義共和国の州の中には、地区や市だけでなく自治管区を管轄下に持つものもあった。一方で、カフカス諸国のような小規模な共和国には、州は設置されなかった。ソ連崩壊直前には州の数は123を数えた。

## ロシア連邦の州
1992年の「ロシア連邦条約」にて、ロシア連邦の州は、共和国や地方（край）と並ぶ連邦構成主体（субъект Российской Федерации）として位置づけられた。2000年にはロシア全土を7つに区分した連邦管区（федеральный округ）が設置され、各州は連邦管区の管轄下に置かれることになった。

## その他の諸国の州
ソ連時代に州が設置されていた諸国では、州の呼称は、各共和国の民族語に代えられた。
ウクライナ：Область
ウクライナ語では、州はオーブラスチ（область、oblast'）とよばれ、24州が設置されている。このほかに2つの特別市(首都キエフとセヴァストポリ)と自治共和国(クリミア自治共和国)がある。
ベラルーシ：Вобласьць
ベラルーシ語では、州はヴォーブラシツィ（вобласьць）とよばれ、6つの州が設置されている。このほかにミンスク市が州と同格の行政区画として存在する。ベラルーシでは、ロシア語のオーブラスチも使用される。
カザフスタン：Облыс
カザフ語では、州はオブルス（Облыс）とよばれ、14の州と3つの政令指定都市が置かれている。
キルギス：Област
キルギス語では、州はオブラスト（Област）とよばれ、7つの州と1つの特別市が置かれている。
タジキスタン、トルクメニスタン、ウズベキスタンでは、ロシア語のオーブラスチに対応する語として、アラビア語のウィラーヤ（ولاية, wilāyah）、ペルシア語のヴェラーヤト（ولایت, Velāyat）に由来する民族語が使用される。
タジキスタン：Вилоят
タジク語では、州はヴィラーヤト（Вилоят）とよばれ、2つの州と、1つの自治州、1つの直轄地方から成る。
トルクメニスタン：Welaýat
トルクメン語では、州はウェラーヤト（Welaýat）とよばれ、5つの州とアシガバート市で構成される。
ウズベキスタン：Viloyat / Вилояти
ウズベク語では、州はヴィラーヤト（Viloyat）とよばれ、12の州、1つの特別市、1つの自治共和国が設置されている。

## ブルガリアの州
ブルガリアの州はオブラスト（ブルガリア語: област, ラテン文字転写: oblast）とよばれる。トドル・ジフコフ政権下の1987年には28個の州が9個に再編されたが、1999年に再び28州に戻された。